# Digitaal verslag
Een digitaal verslag van een vergadering is een verslag weergegeven in audio of video en raadpleegbaar via een internetpagina. Digitale notulen vormen de tegenhanger van schriftelijke notulen. In plaats van geschreven tekst vormen beeld en/of geluid de belangrijkste informatiedragers.
Met behulp van een digitaal verslag is achteraf exact terug te luisteren welke uitspraken er door wie zijn gedaan tijdens de vergadering. Het digitale verslag is eenvoudig doorzoekbaar; het is niet nodig om de gehele vergadering nogmaals te beluisteren op zoek naar één bepaald fragment.
Objectieve informatie wordt op deze manier zeer gedetailleerd ontsloten en voor een breed publiek toegankelijk gemaakt.

## Vervaardiging
Van de vergadering dient een video- of geluidsopname te worden gemaakt. Aan de hand van deze opname wordt het digitale verslag opgesteld. Het digitale verslag kan opgesteld worden op twee niveaus:
1. op het niveau van agendapunten
2. op het niveau van sprekers

Op het niveau van agendapunten houdt in dat er tijdsmarkeringen op de opname worden gemaakt daar waar een nieuw agendapunt wordt gestart. Op het niveau van sprekers houdt in dat er bij iedere wisseling van sprekers een tijdsmarkering wordt gemaakt en een sprekersnaam wordt gekoppeld.

## Toepassingen
Op dit moment zijn er een aantal bedrijven die gespecialiseerd zijn in digitaal notuleren. Deze dienst wordt vooral afgenomen door gemeenten en provincies. Dit is enerzijds te verklaren door de verplichting die de Wet openbaarheid van bestuur (Wob) bestuurslichamen oplegt om bestuurlijke informatie te verstrekken, anderzijds door pogingen vanuit de bestuurslichamen zelf om de kloof tussen burger en lokale politiek te verkleinen.